# Muniadona de Castilla
Muniadona o Mumadonna Sánchez (995-1066), también llamada Mayor o Munia, fue reina consorte de Pamplona por su matrimonio con el rey Sancho Garcés III de Pamplona (1011-1035), a los que se añadieron los territorios de Ribagorza (1017-1035) (y Castilla (1028-1035) para su hijo Fernando) por sus derechos dinásticos.

## Vida y derechos dinásticos

El condado de Castilla en 1030 unido a Navarra.

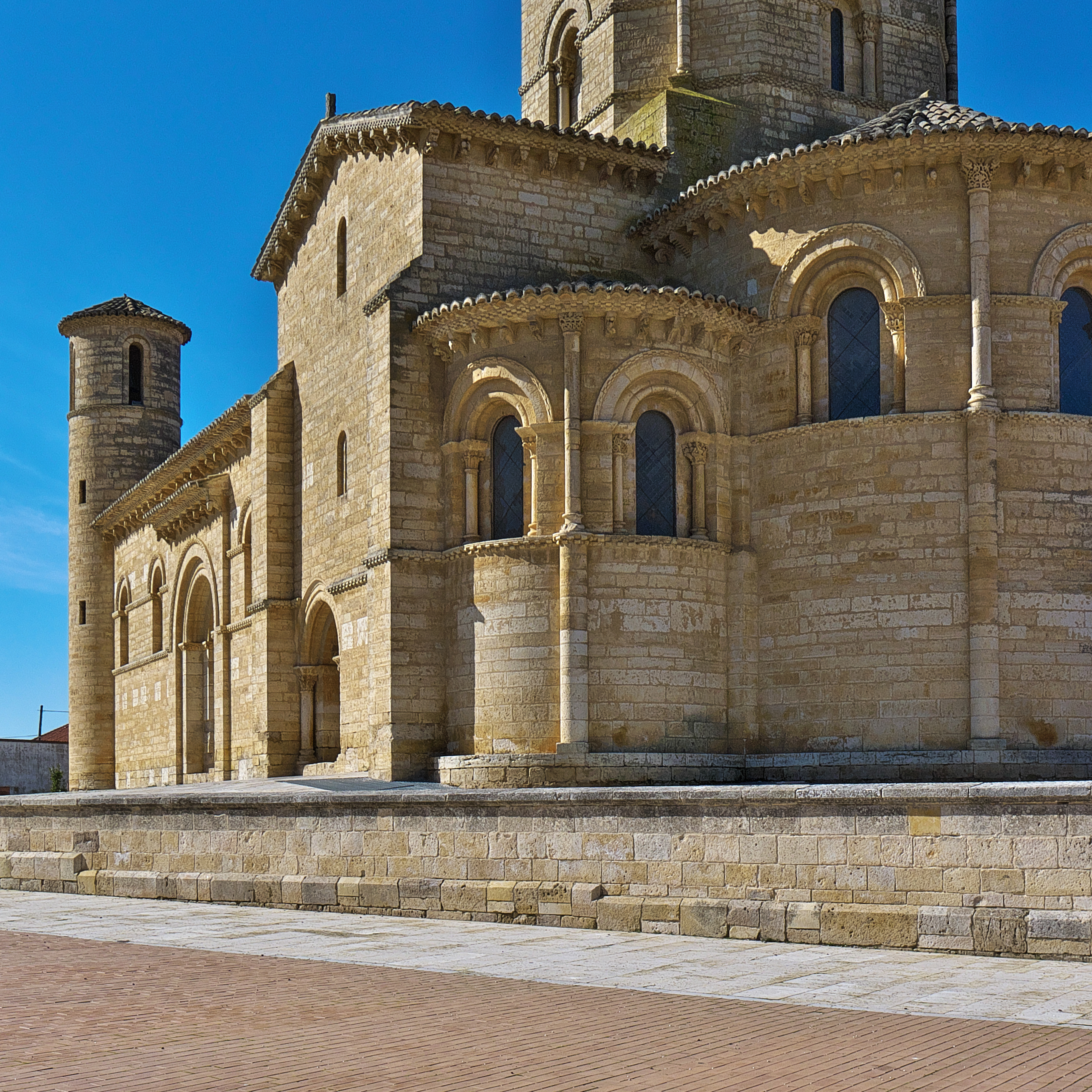
Iglesia de San Martín de Tours (Frómista)

Hija del conde de Castilla Sancho García y de su mujer Urraca Gómez, de la familia condal Banu Gómez, Muniadona contrajo matrimonio con el rey Sancho Garcés III de Pamplona, llamado el Mayor, alrededor de 1011. 
En 1017, el conde de Ribagorza, Guillermo Isarno fue asesinado durante una expedición al valle de Arán  en la que aspiraban a la sucesión del conde y de sus territorios  tanto Mayor García, hija de conde de Castilla García Fernández y de Ava de Ribagorza y viuda de Ramón III de Pallars Jussá, como el rey Sancho Garcés III, que reclamaba los derechos dinásticos de su esposa Muniadona, nieta de Ava de Ribagorza y biznieta de Ramón II de Ribagorza. En 1017 las tropas navarras invadieron el condado y Sancho se hizo con el control de los territorios de Guillermo Isarno.
De nuevo, en 1028, fueron invocados sus derechos dinásticos. Tras el asesinato del conde García Sánchez de Castilla —cometido por los de la familia Vela en León—, el rey Sancho el Mayor se hizo con el control del condado, por ser su esposa Muniadona hermana del difunto. No obstante, su hijo Fernando Sánchez fue designado con el título condal en 1029.

## Testamento
Otorgó testamento el 13 de junio de 1066 por el que determinaba la cesión definitiva de los caballos que les había prestado a quienes los disfrutaban hasta el momento y la libertad de los sarracenos convertidos al cristianismo que se hallaban bajo su dependencia. Declaró al monasterio de San Martín de Frómista, que ella edificó, titular de los bienes raíces que había venido utilizando, asignándole además, otras posesiones en Bobadilla y Agero, las tercias decimales de Frómista y Población de Campos, así como medio prado y una serna en Villota. Dividió las ovejas, vacas y yeguas que poseía en Frómista entre los centros eclesiásticos de Santa María, San Juan Bautista y San Martín, y las vacas que tenía en Asturias entre el lugar donde sea enterrada, el monasterio de San Martín de Frómista y los tres monjes que se encargasen de orar por su alma.

## Descendencia
De su matrimonio con el rey Sancho nacieron los siguientes hijos:
- García Sánchez III de Pamplona el de Nájera, rey de Pamplona (c. 1012-1054), casado con Estefanía.
- Gonzalo Sánchez (c. 1014-1045), régulo de Sobrarbe y Ribagorza.
- Fernando Sánchez el Grande (c. 1016–1065), conde de Castilla (1029–1037) y rey de León (1037–1065), casado con Sancha de León, hermana del rey Bermudo III.
- Bernardo Sánchez de Pamplona.
- Jimena Sánchez (1018-1063) esposa del rey Bermudo III de León.[5]